# Пятый этап Кубка мира по конькобежному спорту 2012/2013
Пятый этап Кубка мира по конькобежному спорту в сезоне 2012/2013 прошел с 15 по 16 декабря 2012 года на катке Хэйлунцзян, Харбин, Китай. Забеги прошли на коротких дистанциях (500 и 1000 метров), а также командный спринт в качестве показательной дисциплины.

## Призёры

### Мужчины
| Event                    | Золото                   | Золото  | Серебро                     | Серебро | Бронза                      | Бронза  |
| ------------------------ | ------------------------ | ------- | --------------------------- | ------- | --------------------------- | ------- |
| 500 м/Забег 1 Подробнее  | Ян Смекенс · Нидерланды  | 35.15   | Михел Мюлдер · Нидерланды   | 35.20   | Дзёдзи Като · Япония        | 35.22   |
| 500 м/Забег 2 Подробнее  | Дзёдзи Като · Япония     | 34.94   | Роналд Мюлдер · Нидерланды  | 35.21   | Ян Смекенс · Нидерланды     | 35.27   |
| 1000 м/Забег Подробнее   | Шани Дэвис · США         | 1:10.05 | Хейн Оттерспер · Нидерланды | 1:10.07 | Самуэль Шварц · Германия    | 1:10.10 |
| 1000 м/Забег 2 Подробнее | Самуэль Шварц · Германия | 1:09.69 | Шани Дэвис · США            | 1:09.87 | Хейн Оттерспер · Нидерланды | 1:09.92 |

### Женщины
| Event                    | Золото                        | Золото   | Серебро                   | Серебро  | Бронза                   | Бронза  |
| ------------------------ | ----------------------------- | -------- | ------------------------- | -------- | ------------------------ | ------- |
| 500 м/Забег 1 Подробнее  | Ли Сан Хва · Республика Корея | 37.94    | Дженни Вольф · Германия   | 37.95    | Юй Цзин · Китай          | 38.53   |
| 500 м/Забег 2 Подробнее  | Ли Сан Хва · Республика Корея | 37.65    | Юй Цзин · Китай           | 38.34    | Нао Кодайра · Япония     | 38.38   |
| 1000 м/Забег 1 Подробнее | Каролина Эрбанова · Чехия     | 1:17.10  | Чжан Хун · Китай          | 1:17.14  | Маргот Бур · Нидерланды  | 1:17.35 |
| 1000 м/Забег 2 Подробнее | Чжан Хун · Китай              | 1:16.717 | Каролина Эрбанова · Чехия | 1:16.718 | Ольга Фаткулина · Россия | 1:17.12 |